# East Falls Church (Metro de Washington)
East Falls Church es una estación en las líneas Naranja y Plata del Metro de Washington, administrada por la Autoridad de Tránsito del Área Metropolitana de Washington. La estación se encuentra localizada en 2001 North Sycamore Street en Arlington, Virginia. La estación East Falls Church fue inaugurada el 7 de junio de 1986.

## Descripción
La estación East Falls Church cuenta con 2 plataformas centrales. La estación también cuenta con 422 de espacios de aparcamiento, 12 espacios para bicicletas y con 6 casilleros.

## Conexiones
La estación es abastecida por las siguientes conexiones de autobuses: 
- Rutas del MetroBus y Arlington Transit